# Tranvía de Orán
El tranvía de Orán es un sistema de transporte público que une la ciudad argelina de Orán con los municipios periféricos de Bir El Yir y Es Senia.

## Historia
El tranvía de Orán es el segundo transporte ferroviario y metropolitano de Argelia tras la inauguración del metro de Argel el 1 de noviembre de 2011 y se enmarca en un macroproyecto del gobierno argelino para implantar transportes públicos en las 14 ciudades más importantes del país.
La línea está en servicio desde el 2 de mayo de 2013 aunque la inauguración política oficial se llevó a cabo un día antes de su puesta en marcha, el 1 de mayo, a manos del Ministro de transportes argelino, Amar Tou, y el valí de Orán, Abdelmalek Boudiafi.

### Antiguo tranvía
Durante la época de la colonización francesa hubo un tranvía que se clausuró en 1950 por razones meramente económicas. Desde su inauguración en 1898 llegó a contar hasta seis líneas.

## Características generales
La primera línea recorre un total de 18,7 km a través de 32 estaciones y une el aeropuerto de Es Senia con el barrio de Bir el Yir.
El presupuesto para llevar a cabo esta obra ha sido de unos 370 millones de euros.
El horario de los trenes comprende desde el inicio matutino a las 05:00 hasta el cierre de las 23:00.

## Características técnicas
El tranvía está equipado  con 30 automotores del tipo Citadis 302 construidas por Alstom en su fábrica de Santa Perpetua de Mogoda, en Barcelona.
La capacidad de los trenes es de unos 325 pasajeros, 72 de ellos sentados y 253 de pie. Además los vagones están climatizados y gozan de una rampa integral para facilitar el acceso a las personas con movilidad reducida.

## Líneas
A fecha de 2013 el tranvía de Orán tan solo cuenta con una línea.

### Línea 1
Existen ya proyectos para ampliar esta línea como por ejemplo la extensión en 5 km hacia el sur desde la estación de Es Senia terminus hasta el aeropuerto de Orán. Las estaciones están ordenadas de oeste a este.
|  |   |  | Estación                                      | Municipio  | Conexiones            |  |
|  | - |  | --------------------------------------------- | ---------- | --------------------- |  |
|  | ● |  | Es Senia - السانيا نهاية الخط                 | Es Senia   |                       |  |
|  | ● |  | Es Senia sur - السانيا جنوب                   | Es Senia   |                       |  |
|  | ● |  | Es Senia centro - السانيا وسط                 | Es Senia   |                       |  |
|  | ● |  | Moulay AEK -                                  | Es Senia   |                       |  |
|  | ● |  | IGMO-Université Dr Taleb -                    | Orán       |                       |  |
|  | ● |  | Cité Volontaire ENSET -                       | Orán       |                       |  |
|  | ● |  | Lycée Les Palmiers -                          | Orán       |                       |  |
|  | ● |  | Jardin Othmania -                             | Orán       |                       |  |
|  | ● |  | Cité universitaire Hai El Badr -              | Orán       |                       |  |
|  | ● |  | Sûreté de la wilaya BD ANP -                  | Orán       |                       |  |
|  | ● |  | Palais des Sports -                           | Orán       |                       |  |
|  | ● |  | Ghaouti-Dar El Hayat -                        | Orán       |                       |  |
|  | ● |  | M'dine El Djadida -                           | Orán       |                       |  |
|  | ● |  | Palais des Sports -                           | Orán       |                       |  |
|  | ● |  | Houaha Tlemcen -                              | Orán       |                       |  |
|  | ● |  | Palais des Sports -                           | Orán       |                       |  |
|  | ● |  | Place Mokrani -                               | Orán       |                       |  |
|  | ● |  | place 1.er Novembre -                         | Orán       |                       |  |
|  | ● |  | Emir AEK -                                    | Orán       |                       |  |
|  | ● |  | Gare SNTF -                                   | Orán       | Estación de tren      |  |
|  | ● |  | Colonnel A. Benanderezzak -                   | Orán       |                       |  |
|  | ● |  | Les frères Moulay -                           | Orán       |                       |  |
|  | ● |  | Maalem Bentayeb -                             | Orán       |                       |  |
|  | ● |  | Les Castors -                                 | Orán       |                       |  |
|  | ● |  | Mosquée Ibn Badis -                           | Orán       |                       |  |
|  | ● |  | Palais de Justice -                           | Orán       |                       |  |
|  | ● |  | Carrefour 3 cliniques-                        | Orán       |                       |  |
|  | ● |  | cité USTO -                                   | Orán       |                       |  |
|  | ● |  | Université USTO -                             | Orán       |                       |  |
|  | ● |  | Hôpital 1.er Novembre -                       | Orán       |                       |  |
|  | ● |  | USTO - Bifurcation. Bd. Pépinière -           | Orán       |                       |  |
|  | ● |  | Hai El Yasmine -                              | Bir El Yir |                       |  |
|  | ● |  | Hai El Sabbah -                               | Bir El Yir |                       |  |
|  | ● |  | Sidi Maarouf Terminus - سيدي معروف نهاية الخط | Bir El Yir | Estación de autobuses |  |